# Campionati europei di sollevamento pesi 1971
I Campionati europei di sollevamento pesi 1971, 52ª edizione della manifestazione, si svolsero a Sofia dal 19 al 27 giugno 1971.

## Formula
La formula prevedeva tre serie di sollevamenti:
- sollevamento a distensione a due mani;
- sollevamento a strappo a due mani;
- sollevamento a slancio a due mani.

## Titoli in palio
| Categoria            | Eventi         | Atleti |
| -------------------- | -------------- | ------ |
| Pesi mosca           | Fino a 52 kg   | 7      |
| Pesi gallo           | Fino a 56 kg   | 7      |
| Pesi piuma           | Fino a 60 kg   | 14     |
| Pesi leggeri         | Fino a 67.5 kg | 10     |
| Pesi medi            | Fino a 75 kg   | 20     |
| Pesi massimi leggeri | Fino a 82.5 kg | 21     |
| Pesi mediomassimi    | Fino a 90 kg   | 20     |
| Pesi massimi         | Fino a 110 kg  | 15     |
| Pesi supermassimi    | Oltre i 110 kg | 10     |

## Nazioni partecipanti
Le nazioni che hanno partecipato ai campionati furono 22 per un totale di 124 atleti partecipanti. Tra parentesi i partecipanti per nazione.
- Austria (5)
- Belgio (3)
- Bulgaria (9)
- Cecoslovacchia (3)
- Danimarca (4)
- Finlandia (6)
- Francia (8)
- Germania Est (6)
- Germania Ovest (6)
- Grecia (5)
- Italia (6)
- Norvegia (3)
- Paesi Bassi  (4)
- Polonia (9)
- Regno Unito (5)
- Romania (4)
- Spagna  (3)
- Svezia (7)
- Svizzera (2)
- Turchia (8)
- Ungheria (9)
- Unione Sovietica (9)

## Risultati
Vennero stabiliti quattro record mondiali: uno nel totale dell'esercizio, tre nelle singole specialità. 
| Evento      | Oro                  | Oro      | Argento              | Argento  | Bronzo             | Bronzo   |
| 52 kg       | 52 kg                | 52 kg    | 52 kg                | 52 kg    | 52 kg              | 52 kg    |
| ----------- | -------------------- | -------- | -------------------- | -------- | ------------------ | -------- |
| Distensione | Sándor Holczreiter   | 112,5 kg | Zygmunt Smalcerz     | 110,0 kg | Zoltan Fiat        | 97,5 kg  |
| Strappo     | Zygmunt Smalcerz     | 97,5 kg  | Sándor Holczreiter   | 95,0 kg  | Mustafa Mustafov   | 92,5 kg  |
| Slancio     | Zygmunt Smalcerz     | 125,0 kg | Mustafa Mustafov     | 120,0 kg | Sándor Holczreiter | 120,0 kg |
| Totale      | Zygmunt Smalcerz     | 332,5 kg | Sándor Holczreiter   | 327,5 kg | Mustafa Mustafov   | 305,0 kg |
| 56 kg       |                      |          |                      |          |                    |          |
| Distensione | Imre Földi           | 125,0 kg | Gennadij Četin       | 117,5 kg | Atanas Kirov       | 112,5 kg |
| Strappo     | Gennadij Četin       | 105,0 kg | Imre Földi           | 105,0 kg | Walter Szołtysek   | 105,0 kg |
| Slancio     | Imre Földi           | 137,5 kg | Walter Szołtysek     | 135,0 kg | Gennadij Četin     | 132,5 kg |
| Totale      | Imre Földi           | 367,5 kg | Gennadij Četin       | 355,0 kg | Walter Szołtysek   | 350,0 kg |
| 60 kg       |                      |          |                      |          |                    |          |
| Distensione | Mladen Kučev         | 130,0 kg | Kazimierz Czarnecki  | 125,0 kg | Dito Šanidze       | 122,5 kg |
| Strappo     | Jan Wojnowski        | 122,5 kg | Dito Šanidze         | 120,0 kg | János Benedek      | 120,0 kg |
| Slancio     | Jan Wojnowski        | 155,0 kg | Dito Šanidze         | 152,5 kg | Mladen Kučev       | 147,5 kg |
| Totale      | Jan Wojnowski        | 397,5 kg | Dito Šanidze         | 395,0 kg | János Benedek      | 390,0 kg |
| 67,5 kg     |                      |          |                      |          |                    |          |
| Distensione | Waldemar Baszanowski | 145,0 kg | József Máthé         | 145,0 kg | Zbigniew Kaczmarek | 140,0 kg |
| Strappo     | Waldemar Baszanowski | 137,5 kg | Zbigniew Kaczmarek   | 125,0 kg | Stefan Cončev      | 120,0 kg |
| Slancio     | Zbigniew Kaczmarek   | 170 kg   | Waldemar Baszanowski | 167,5 kg | József Máthé       | 157,5 kg |
| Totale      | Waldemar Baszanowski | 450,0 kg | Zbigniew Kaczmarek   | 435,0 kg | József Máthé       | 412,5 kg |
| 75 kg       |                      |          |                      |          |                    |          |
| Distensione | János Bagócs         | 147,5 kg | Viktor Kurencov      | 147,5 kg | Ondrej Hekel       | 145,0 kg |
| Strappo     | Ondrej Hekel         | 140,0 kg | Gábor Szarvas        | 140,0 kg | Aimé Terme         | 137,5 kg |
| Slancio     | Viktor Kurencov      | 180,0 kg | Gábor Szarvas        | 177,5 kg | János Bagócs       | 167,5 kg |
| Totale      | Viktor Kurencov      | 462,5 kg | Gábor Szarvas        | 460,0 kg | Ondrej Hekel       | 452,5 kg |
| 82,5 kg     |                      |          |                      |          |                    |          |
| Distensione | Gennadij Ivančenko   | 165,0 kg | György Horváth       | 162,5 kg | Dino Turcato       | 160,0 kg |
| Strappo     | Gennadij Ivančenko   | 147,5 kg | Dimitar Slavov       | 142,5 kg | György Horváth     | 140,0 kg |
| Slancio     | Gennadij Ivančenko   | 187,5 kg | György Horváth       | 187,5 kg | Juhani Avellan     | 180,0 kg |
| Totale      | Gennadij Ivančenko   | 500,0 kg | György Horváth       | 490,0 kg | Dino Turcato       | 465,0 kg |
| 90 kg       |                      |          |                      |          |                    |          |
| Distensione | Hans Bettembourg     | 190,0 kg | Bo Johansson         | 182,5 kg | David Rigert       | 172,5 kg |
| Strappo     | David Rigert         | 160,0 kg | Bo Johansson         | 155,0 kg | Stanisław Kordyka  | 145,0 kg |
| Slancio     | David Rigert         | 205,0 kg | Bo Johansson         | 200,0 kg | Atanas Šopov       | 195,0 kg |
| Totale      | David Rigert         | 537,5 kg | Bo Johansson         | 537,5 kg | Atanas Šopov       | 512,5 kg |
| 110 kg      |                      |          |                      |          |                    |          |
| Distensione | Aleksandăr Krajčev   | 192,5 kg | Valerij Jakubovskij  | 190,0 kg | Karl Utsar         | 187,5 kg |
| Strappo     | Karl Utsar           | 162,5 kg | Kauko Kangasniemi    | 160,0 kg | Aleksandăr Krajčev | 160,0 kg |
| Slancio     | Valerij Jakubovskij  | 210,0 kg | Aleksandăr Krajčev   | 205,0 kg | Helmut Losch       | 200,0 kg |
| Totale      | Valerij Jakubovskij  | 560,0 kg | Aleksandăr Krajčev   | 557,5 kg | Karl Utsar         | 545,0 kg |
| +110 kg     |                      |          |                      |          |                    |          |
| Distensione | Vasilij Alekseev     | 225,0 kg | Stanislav Batiščev   | 217,5 kg | Rudolf Mang        | 212,5 kg |
| Strappo     | Rudolf Mang          | 175,0 kg | Vasilij Alekseev     | 172,5 kg | Stanislav Batiščev | 170,0 kg |
| Slancio     | Vasilij Alekseev     | 232,5 kg | Stanislav Batiščev   | 220,0 kg | Rudolf Mang        | 215,0 kg |
| Totale      | Vasilij Alekseev     | 630,0 kg | Stanislav Batiščev   | 607,5 kg | Rudolf Mang        | 602,5 kg |

## Medagliere

### Grandi (totale)
Riferito al totale dell'esercizio: 8 nazioni sono entrate nel medagliere. 
| Posiz. | Nazione          | Oro | Argento | Bronzo | Totale |
| ------ | ---------------- | --- | ------- | ------ | ------ |
| 1      | Unione Sovietica | 5   | 3       | 1      | 9      |
| 2      | Polonia          | 3   | 1       | 1      | 5      |
| 3      | Ungheria         | 1   | 3       | 2      | 6      |
| 4      | Bulgaria         | 0   | 1       | 2      | 3      |
| 5      | Svezia           | 0   | 1       | 0      | 1      |
| 6      | Cecoslovacchia   | 0   | 0       | 1      | 1      |
| 6      | Italia           | 0   | 0       | 1      | 1      |
| 6      | Germania Ovest   | 0   | 0       | 1      | 1      |
| Totale | Totale           | 9   | 9       | 9      | 27     |

### Grandi (totale) e Piccole (distensione, strappo e slancio)
Riferito al totale dell'esercizio e delle tre specialità: 12 nazioni sono entrate nel medagliere. 
| Posiz. | Nazione          | Oro | Argento | Bronzo | Totale |
| ------ | ---------------- | --- | ------- | ------ | ------ |
| 1      | Unione Sovietica | 16  | 11      | 6      | 33     |
| 2      | Polonia          | 10  | 6       | 4      | 20     |
| 3      | Ungheria         | 5   | 10      | 7      | 22     |
| 4      | Bulgaria         | 2   | 4       | 8      | 14     |
| 5      | Svezia           | 1   | 4       | 0      | 5      |
| 6      | Germania Ovest   | 1   | 0       | 3      | 4      |
| 7      | Cecoslovacchia   | 1   | 0       | 2      | 3      |
| 8      | Finlandia        | 0   | 1       | 1      | 2      |
| 9      | Italia           | 0   | 0       | 2      | 2      |
| 10     | Francia          | 0   | 0       | 1      | 1      |
| 10     | Germania Est     | 0   | 0       | 1      | 1      |
| 10     | Romania          | 0   | 0       | 1      | 1      |
| Totale | Totale           | 36  | 36      | 36     | 108    |

## Classifica a squadre
Il sistema di punteggio è basato sui punti distribuiti per l'esercizio totale in base allo schema adottato nel 1958:
| Pos. | Squadra          | Punti |
| ---- | ---------------- | ----- |
| 1    | Unione Sovietica | 54    |
| 2    | Polonia          | 33    |
| 3    | Ungheria         | 33    |
| 4    | Bulgaria         | 23    |
| 5    | Svezia           | 14    |
| 6    | Germania Ovest   | 7     |
| 7    | Cecoslovacchia   | 6     |
| 7    | Italia           | 6     |
| 9    | Finlandia        | 5     |
| 10   | Romania          | 4     |
| 11   | Grecia           | 3     |
| 12   | Austria          | 2     |
| 12   | Belgio           | 2     |
| 12   | Regno Unito      | 2     |
| 12   | Spagna           | 2     |
| 16   | Francia          | 1     |
| 16   | Germania Est     | 1     |